# ريان مون
ريان مون (بالإنجليزية: Ryan Moon)‏ (15 سبتمبر 1996 ببيترماريتزبرغ في جنوب أفريقيا - ) هو لاعب كرة قدم جنوب أفريقي في مركز الهجوم. لعب مع نادي كايزر تشيفز.

## وصلات خارجية
- ريان مون على موقع قاعدة بيانات كرة القدم.إي يو (الإنجليزية)
- ريان مون على موقع Soccerway.com (الإنجليزية)